# Cobalos franciscana
Cobalos franciscana is een vlinder uit de familie van de uilen (Noctuidae). De wetenschappelijke naam van de soort is voor het eerst geldig gepubliceerd in 1899 door John B. Smith. Ze is genoemd naar de vindplaats, San Francisco County in Californië.